# Водонасичення гірських порід
Водонаси́чення (рос. водонасыщение, англ. water saturation, нім. Wassersättigung) — дія, заповнення усіх пор, щілин та інших порожнин у зразку породи (з котрого заздалегідь видалене під вакуумом повітря) водою, що нагнітається під тиском до 15 МПа. Кількісно водонасичення дорівнює відношенню поглинутої води до маси сухої породи.